# Лютрова Юлія Євгенівна
Лютрова Юлія Євгенівна (нар. 9 січня 1975) — колишня російська тенісистка.
Найвищу одиночну позицію світового рейтингу — 182 місце досягла 17 червня 1996, парну — 124 місце — 7 жовтня 1996 року.
Здобула 3 одиночні та 3 парні титули туру ITF.
Найвищим досягненням на турнірах Великого шолома було 2 коло в парному розряді.

## Фінали ITF (6–10)

### Одиночний розряд (3–7)
| Легенда          |
| ---------------- |
| турніри $100,000 |
| турніри $75,000  |
| турніри $50,000  |
| турніри $25,000  |
| турніри $10,000  |

| Фінали за покриттям |
| ------------------- |
| Тверде (2–2)        |
| Ґрунт (0–0)         |
| Трава (0–3)         |
| Килим (1–2)         |

| Результат | Ранг | Дата              | Турнір                         | Покриття   | Суперниця      | Рахунок            |
| --------- | ---- | ----------------- | ------------------------------ | ---------- | -------------- | ------------------ |
| Поразка   | 1.   | 11 жовтня 1993    | Москва, Росія                  | Тверде (i) | Анна Лінкова   | 5–7, 6–1, 6–7(6–8) |
| Перемога  | 1.   | 18 жовтня 1993    | Шяуляй, Литва                  | Тверде (i) | Талина Бейко   | 6–3, 6–2           |
| Перемога  | 2.   | 7 березня 1994    | Оффенбах-на-Майні, Німеччина   | Килим (i)  | Гайке Томс     | 6–3, 6–3           |
| Поразка   | 2.   | 17 липня 1995     | Фрінтон-он-Сі, Велика Британія | Трава      | Аманда Гопманс | 2–6, 6–7(1–7)      |
| Поразка   | 3.   | 7 серпня 1995     | Саутсі, Велика Британія        | Трава      | Джейн Вуд      | 1–6, 5–7           |
| Поразка   | 4.   | 13 листопада 1995 | Единбург 3, Велика Британія    | Килим (i)  | Седа Норландер | 3–6, 6–4, 5–7      |
| Поразка   | 5.   | 28 липня 1997     | Ілклі, Велика Британія         | Трава      | Суріна де Беер | 5–7, 1–6           |
| Поразка   | 6.   | 21 вересня 1998   | Сандерленд, Велика Британія    | Тверде (i) | Мія Буріч      | 2–6, 6–7(4–7)      |
| Перемога  | 3.   | 8 лютого 1999     | Бірмінгем, Велика Британія     | Тверде (i) | Брехтьє Брюлс  | 7–5, 6–3           |
| Поразка   | 7.   | 19 липня 1999     | Дублін, Ірландія               | Килим      | Лусі Ал        | 1–6, 3–6           |

### Парний розряд (3–3)
| Легенда          |
| ---------------- |
| турніри $100,000 |
| турніри $75,000  |
| турніри $50,000  |
| турніри $25,000  |
| турніри $10,000  |

| Фінали за покриттям |
| ------------------- |
| Тверде (1–1)        |
| Ґрунт (0–1)         |
| Трава (1–1)         |
| Килим (1–0)         |

| Результат | Ранг | Дата              | Турнір                         | Покриття   | Партнерка       | Суперниці                           | Рахунок            |
| --------- | ---- | ----------------- | ------------------------------ | ---------- | --------------- | ----------------------------------- | ------------------ |
| Поразка   | 1.   | 19 жовтня 1992    | Москва, Росія                  | Тверде (i) | Олена Лиховцева | Наталія Єгорова Світлана Пархоменко | 4–6, 6–4, 4–6      |
| Перемога  | 1.   | 24 жовтня 1994    | Шяуляй, Литва                  | Тверде (i) | Марія Марфіна   | Білецька Наталія Наталія Бондаренко | 2–6, 6–3, 6–2      |
| Перемога  | 2.   | 17 липня 1995     | Фрінтон-он-Сі, Велика Британія | Трава      | Наталія Єгорова | Робін Модслі Шеннон Пітерс          | 7–6(7–2), 1–6, 6–4 |
| Перемога  | 3.   | 13 листопада 1995 | Единбург 3, Велика Британія    | Килим (i)  | Джейн Вуд       | Ширлі-Енн Сіддалл Аманда Вейнрайт   | 7–6(9–7), 6–4      |
| Поразка   | 2.   | 23 вересня 1996   | Бухарест, Румунія              | Ґрунт      | Віраг Чурго     | Анка Барна Адріана Барна            | 6–4, 1–6, 0–6      |
| Поразка   | 3.   | 28 липня 1997     | Ілклі, Велика Британія         | Трава      | Гейл Біггс      | Труді Мусгрейв Сінді Вотсон         | 1–6, 1–6           |

## Участь у Кубку Федерації

### Парний розряд
| Розіграш             | Стадія          | Дата           | Місце                     | Супротивник     | Покриття | Партнерка     | Суперниці                 | W/L | Рахунок  |
| -------------------- | --------------- | -------------- | ------------------------- | --------------- | -------- | ------------- | ------------------------- | --- | -------- |
| Кубок Федерації 1994 | зона Є/А, пул F | 19 квітня 1994 | Бад-Вальтерсдорф, Австрія | Люксембург      | Ґрунт    | Тетяна Панова | Анна Кремер Розабель Моєн | W   | 7–5, 6–3 |
| Кубок Федерації 1994 | зона Є/А, пул F | 20 квітня 1994 | Бад-Вальтерсдорф, Австрія | Велика Британія | Ґрунт    | Тетяна Панова | Карен Кросс Жулі Пуллен   | W   | 7–5, 7–5 |